# Andri Ragettli
Andri Ragettli, né le 21 août 1998 à Flims, est un skieur freestyle suisse.

## Biographie
Il fait ses débuts en Coupe du monde en août 2013 et obtient son premier podium en mars 2015 à Silvaplana avec une deuxième place en slopestyle. Un an plus tard, il remporte au même lieu sa première manche de Coupe du monde. En 2017, il gagne à Québec et en 2018 à Snowmass. Il est finaliste du slopestyle des Jeux olympiques d'hiver de 2018, se classant finalement septième.

## Palmarès

### Jeux olympiques
| Édition / Épreuve   | Slopestyle |
| ------------------- | ---------- |
| JO 2018 Pyeongchang | 7e         |
| JO 2022 Zhangjiakou | 4e         |

### Championnats du monde
| Édition / Épreuve           | Slopestyle                |
| --------------------------- | ------------------------- |
| Mondiaux 2017 Sierra Nevada | 6e                        |
| Mondiaux 2021 Aspen         | Médaille d'or, monde      |
| Mondiaux 2023 Bakuriani     | Médaille de bronze, monde |
| Mondiaux 2025 Engadine      | 4e                        |

### Coupe du monde
- 3e du classement général en 2018.
- 5 petits globe de cristal :
  - Vainqueur du classement slopestyle en 2016, 2018, 2020 et 2022.
  - Vainqueur du classement big air en 2019.
- 33 podiums dont 12 victoires.

| Saison / Épreuve | Big air  | Slopestyle               | Total |
| ---------------- | -------- | ------------------------ | ----- |
| 2015-2016        |          | Silvaplana               | 1     |
| 2016-2017        |          | Québec                   | 1     |
| 2017-2018        |          | Snowmass                 | 1     |
| 2018-2019        | Cardrona | Silvaplana               | 2     |
| 2019-2020        |          | Mammoth Mountain Calgary | 2     |
| 2020-2021        |          | Stubai                   | 1     |
| 2021-2022        |          | Font-Romeu Bakuriani     | 2     |
| 2022-2023        |          | Laax                     | 1     |
| 2023-2024        |          | Silvaplana               | 1     |
| Total            | 1        | 11                       | 12    |

## Publications
- Attack your dreams, Giger Verlag, 2022[1].